# Eleccions legislatives lituanes de 2004
Les Eleccions legislatives lituanes de 2004 es van celebrar el 10 d'octubre de 2004 per a renovar els 141 membres del Seimas El partit més votat fou el novament constituït Partit Socialdemòcrata de Lituània i va formar un govern de coalició juntament amb el Partit del Treball i el Nova Unió (Social Liberals). El càrrec de primer ministre de Lituània fou ocupat per Algirdas Brazauskas i Gediminas Kirkilas.

## Resultats
| Coalició                                                        | Coalició                                                                                           | Partits                                                                          | Vots    | %    | Escons   | +/- |
| --------------------------------------------------------------- | -------------------------------------------------------------------------------------------------- | -------------------------------------------------------------------------------- | ------- | ---- | -------- | --- |
|                                                                 | Partit del Treball (Darbo partija)                                                                 | Partit del Treball (Darbo partija)                                               | 340.035 | 28.4 | 39 / 141 | Nou |
|                                                                 | Coalició "Treballant per Lituània" (Už darbą Lietuvai)                                             | Partit Socialdemòcrata (Lietuvos socialdemokratų partija)                        | 246.852 | 20.7 | 20 / 141 | 28  |
| Nova Unió (Social Liberals) (Naujoji sąjunga (socialliberalai)) | Coalició "Treballant per Lituània" (Už darbą Lietuvai)                                             | 11 / 141                                                                         | 246.852 | 20.7 | 18       |     |
|                                                                 | Unió Patriòtica - Conservadors Lituans (Tėvynės sąjunga/Lietuvos konservatoriai)                   | Unió Patriòtica - Conservadors Lituans (Tėvynės sąjunga/Lietuvos konservatoriai) | 176.409 | 14.6 | 25 / 141 | 16  |
|                                                                 | Coalició Per l'Ordre i Justícia (Už tvarką ir teisingumą)                                          | Partit Liberal Democràtic (Liberalų demokratų partija)                           | 135.807 | 11.4 | 10 / 141 | Nou |
| "Pel bé de Lituània" (Už teisingą Lietuvą)                      | Coalició Per l'Ordre i Justícia (Už tvarką ir teisingumą)                                          | 0 / 141                                                                          | 135.807 | 11.4 | Nou      |     |
|                                                                 | Unió Centrista i Liberal (Liberalų ir centro sąjunga)                                              | Unió Centrista i Liberal (Liberalų ir centro sąjunga)                            | 109.872 | 9.1  | 18 / 141 | Nou |
|                                                                 | Unió d'Agricultors i Nou Partit Democràtic (Valstiečių ir Naujosios demokratijos partijų sąjungos) | Partit dels Agricultors Lituans (Lietuvos valstiečių partija)                    | 78.902  | 6.6  | 10 / 141 | Nou |
| Nou Partit Democràtic (Naujosios demokratijos partija)          | Unió d'Agricultors i Nou Partit Democràtic (Valstiečių ir Naujosios demokratijos partijų sąjungos) |                                                                                  | 78.902  | 6.6  | 10 / 141 | Nou |
|                                                                 | Acció Electoral dels Polonesos de Lituània (Lietuvos lenkų rinkimų akcija)                         | Acció Electoral dels Polonesos de Lituània (Lietuvos lenkų rinkimų akcija)       | 45.302  | 3.8  | 2 / 141  | =   |
|                                                                 | Unió Cristiano-Conservadora Social (Krikščionių konservatorių socialinė sąjunga)                   | Unió Cristiano-Conservadora Social (Krikščionių konservatorių socialinė sąjunga) | 23.426  | 2.0  | 0 / 141  | 1   |
|                                                                 | Democristians Lituans (Lietuvos krikščionys demokratai)                                            | Democristians Lituans (Lietuvos krikščionys demokratai)                          | 16.362  | 1.4  | 0 / 141  | 2   |
|                                                                 | Independents                                                                                       | Independents                                                                     |         | .    | 6 / 141  |     |
| Font: Comitè Electoral lituà                                    | Font: Comitè Electoral lituà                                                                       | Total (participació 46,8%)                                                       |         |      | 141      |     |